# دلکمبر (لوئیزیانا)
دلکمبر (به انگلیسی: Delcambre) شهری در ایالت لوئیزیانا کشور ایالات متحده آمریکا است که جمعیت آن در سرشماری سال ۲۰۱۰ میلادی، ۱٬۸۶۶ نفر بوده‌است.